# ابوالفضل شاهی
ابوالفضل شاهی (متولد ۳ ۱۳۵) هنرمند ایرانی است که با زمینه قرار دادن هنرهای سنتی آثار معاصری خلق کرده‌است. لیسانس خود را در رشته ارتباط تصویری دانشگاه آزاد و فوق لیسانس خود را در رشته ادیان و عرفان از دانشگاه علوم و تحقیقات تهران اخذ کرده‌است.

## زندگی‌نامه
ابوالفضل شاهی محله سرسنگ شهر کاشان به دنیا آمد. تحصیلات ابتدایی را در مدرسه معارفی و سپس دوران متوسطه خود را در دبیرستان محمودیه همین شهر ادامه داد. از دانشگاه آزاد تهران مرکز در رشته گرافیک در مقطع کارشناسی فارغ‌التحصیل شد اما علاقه‌اش به هنر سنتی پای او را به حوزه الهیات کشاند و تحصیل خود را در مقطع کارشناسی ارشد در سال ۱۳۹۱ در رشته ادیان و عرفان از دانشکده علوم و تحقیقات تهران به پایان رساند. در مصاحبه‌اش در دوهفته‌نامه تندیس (فروردین ۱۳۹۲) می‌گوید: آثارم را در ادامه زیبایی‌شناسی مکتب سقاخانه دنبال می‌کنم با این تفاوت که از نظر من بخش محتوایی هنر سنتی را نباید فدای جذابیت‌های فرمیک کرد. این ایده مرکزی شاهی در عرصه‌های مختلف و در برهه‌های متفاوت، تغییر چندانی نداشته، او احیای سنت در کانتکست معاصر را در گرافیک، مجسمه، نقاشی، عکس،فیلم مستند و چیدمان دنبال کرده‌است. از جمله آثار معماری که با نظارت او مرمت و احیا شده‌اند می‌شود به خانه منوچهری کاشان اشاره کرد که در فاصله سال ۱۳۸۷ تا ۱۳۹۰ انجام شده‌است. در سال ۱۳۹۷ نیز چیدمان فرش‌های شاهی در موزه فرش تهران به نمایش در آمد. از فعالیت‌های مطبوعاتی او می‌شود به مشارکتش در شکل گیری مجله ایرانگردی همشهری سرزمین من اشاره کرد.

## نمایشگاه‌ها
- آیینه خانه شاهی، گالری هما، تهران ۱۳۹۷[۲]
- در جستجوی خود ،گالری هما، تهران ۱۳۹۶
- گنبد نار، چیدمان، گالری هما، تهران ۱۳۹۶
- به یاد فردا، مجیک او پرشیا، دبی ۱۳۹۴ [۳]
- چیدمان آینه و شمعدان، گالری هما، تهران ۱۳۹۲
- مجموعه فرش‌ها، گالری هما، تهران ۱۳۹۱
- کاشانجلس (مجموعه عکس)، خانه تاریخی منوچهری، کاشان ۱۳۹۱ [۴]
- آلترناتیو کالیگرافی، گالری هیلدبرند، زوریخ ۱۳۹۰ [۵]
- گیاهان دارویی و زوج‌های خوشبخت (مجموعه مجسمه)، گالری هما، تهران ۱۳۸۶
- خودنگاره، گالری آتبین، تهران ۱۳۸۰ [۶]

## رخدادها
- گنبد ایدری، موزه فرش، تهران ۱۳۹۷ [۱][۷]
- آرت فر وین، «خوشنویسی آلترناتیو ۲»، وین ۱۳۹۱ [۶]

## کتاب‌ها
- خوشنویسی و عرفان، نشرپیکره، ۱۳۹۳
- ایران موتومورفسیس، گردآوری لوچیانو بنتون، رم ۲۰۱۳[۸][۹]
- به یادگار نوشتم خطی ز دلتنگی (مجموعه عکس‌ها)، نشر نظر، تهران ۱۳۹۲
- با دنده سنگین حرکت کنید (مجموعه شعر)، نشر ماه‌ریز، تهران ۱۳۸۶
- چشم ۸ (مجموعه عکس)، نشر ماه‌ریز، تهران ۱۳۸۵
- پرسیدن راه را دورتر می‌کند (کاریکلماتور با تصویرسازی ساعد مشکی)، نشر ماه‌ریز، تهران ۱۳۸۱

## مقالات
- همه‌ی آن‌چه پنهان است، یادداشت حافظ روحانی، تندیس، ۱۳۹۶ [۱۳]
- آدم‌ها، فرشته‌ها کلمات و مرگ، روزنامه شرق، شماره ۱۹۸۴، ۱۳۹۳[۱۴]
- یادداشتی بر کتاب " به یادگارنوشتم خطی به دلتنگی "، جابر تواضعی، روزنامه شرق، شماره ۲۰۱۶–۱۳۹۳ پنج شنبه ۲۵ اردیبهشت[۱۵]
- بی تفاوتی هدفمند، شهروز نظری، همشهری سال یازدهم - شماره ۳۰۵۱ ،۱۳۸۲[۱۶]